# Chloropseustes aratayensis
Chloropseustes aratayensis är en insektsart som först beskrevs av Marius Descamps 1978.  Chloropseustes aratayensis ingår i släktet Chloropseustes och familjen gräshoppor. Inga underarter finns listade i Catalogue of Life.